# Ctenoplusia griveaudi
Ctenoplusia griveaudi là một loài bướm đêm trong họ Noctuidae.